# Maria Holic
Maria†Holic (яп. まりあ†ほりっく Мариа†Хорикку) — манга, нарисованная Эндо Минари. Манга была впервые выпущена в Японии в журнале Monthly Comic Alive 27 июня 2006 года и издана Media Factory. Трансляция первого сезона аниме, снятого студией Shaft, прошла с 5 января по 23 марта 2009 года. Трансляция второго сезона под названием Maria Holic Alive началась 7 апреля 2011 года.
В манге и аниме обыгрывается ситуация «закрытая школа для девочек», являющейся идеальной почвой для юри. В сюжете присутствуют типичные женские персонажи (популярная старшеклассница, внешне похожая на парня и нравящаяся главной героине, добрая девушка-тихоня, активная и дружелюбная «сорвиголова»), и лишь главная героиня является «озабоченной». Постоянно демонстрируются фрагменты внутреннего монолога главной героини, которая в них сделана почти гротескной. В результате у авторов получилась смесь из классического сёдзё-ая, столь же типичного сюжета «брат и сестра — близнецы подменяют друг друга» и элементов гарема.

## Сюжет
У главной героини аниме старшеклассницы Канако Миямаэ аллергия на мужчин — вплоть до появления настоящей сыпи. Поэтому она с радостью переводится в частную женскую академию «Небесные королевы», где когда-то училась её мать, и где она надеется встретить свою избранницу и предаться девичьей любви.
Однако, встретив светловолосую красавицу Марию Сидо, она раскрывает её секрет — на самом деле это внук президента академии, вынужденный прикидываться девушкой. Юноша, желая сохранить это в тайне, поселяется с Канако в одной комнате, чтобы, наблюдая за ней, не дать возможности проговориться.
Вскоре выясняется ещё большая причудливость: брат и сестра Мария и Сидзу устроили соревнование — она учится под видом юноши, а он под видом девушки. Такая ситуация возникла по инициативе их покойной бабушки, бывшей президентом школ для юношей и девушек, когда-то заявившей, что тот из них, кому удастся дольше скрывать свой пол, займёт её пост.

## Персонажи

Слева направо: Нанами Кири, Сати Момои, Рюкэн Исима, Юдзуру Инамори, Мацурика, Мария. Вверху Канако.

Канако Миямаэ (яп. 宮前 かなこ Миямаэ Канако) — главная героиня истории. На втором году обучения она переводится в женскую школу Ame no Kisaki («Небесные королевы»). Когда к ней прикасается мальчик, она сразу покрывается сыпью, и вообще очень боится мужчин (также утверждает, что они грубые, грязные и плохо пахнут). Соответственно Канако очень интересуется девушками, и, когда она на них смотрит, у неё идёт кровь из носа. Ещё одна причина по которой она не общается с мужчинами — когда она была в начальной школе, у неё украли тетрадки и спортивную униформу. Канако к тому же достаточно высока (рост 173 см), и её всю жизнь дразнили из-за этого. Причина по которой она перевелась в Ame no Kisaki — это, в первую очередь, поиски её настоящей, единственной любви. Канако очень эмоциональна и влюбчива, практически любая красивая девушка вызывает у неё бурю эмоций и не вполне приличные мысли.
Сэйю: Асами Санада
Мария Сидо (яп. 祇堂 鞠也 Сидо: Мария) — настоящее имя Сидзу Сидо. Парень, посещающий школу «Небесные королевы» в качестве девушки, чтобы выиграть устроенную бабушкой игру со своей сестрой. На людях играет «пай-девочку», добрую и дружелюбную, ведёт себя очень мило, и в такие моменты безумно нравится Канако (несмотря на то, что она знает его истинное лицо), но на самом деле часто он ведёт себя довольно жестоко. Часто заботится о других, но прячет это под разными оправданиями и потом злится. Мария вполне нормальный парень, и игра в трансвестита ему совсем не нравится, он ведёт её лишь потому, что хочет выполнить волю покойной бабушки, которую очень любил и уважал.
Сэйю: Ю Кобаяси
Мацурика Синодзи (яп. 汐王寺 茉莉花 Сино:дзи Мацурика) — Мацурика является служанкой Марии, обычно молчалива, но когда говорит, часто произносит грубости и почти всегда без всякого выражения на лице. Она называет Канако такими именами, как «Мисс Свинья» (в другом варианте перевода — «Хрюкалка») или Токийской башней из-за её высокого роста. Аналогично, она общается и с Марией, оскорбляя его не меньше чем Канако, периодически они ругаются. Она ходит в тот же класс, что и он.
Сэйю: Марина Иноуэ
Нанами Кири (яп. 桐 奈々美 Кири Нанами) — Кири студентка «Небесных королев», необщительная и сторонящаяся других, носит очки. Хотя она выглядит довольно холодной и сдержанной, на самом деле забота и помощь другим в её характере. По просьбе учителя она помогает Канако приспособиться к новой школе вплоть до того, что ставит под вопрос свою репутацию, притворяясь девушкой Канако, чтобы помочь ей избежать проблем с фанатами Рюкэн. Она в конце концов становится очень близкой подругой Сати.
Сэйю: Акэми Канда
Сати Момои (яп. 桃井 サチ Момои Сати) — Яркая и приветливая девушка, Сати быстро становится подругой новенькой Канако. У неё оранжевые волосы, чаще всего собранные в хвост. Она хороший друг Юдзуру. Похоже у неё есть доступ к свёрнутому пространству, так как она вытаскивает огромное количество вещей из своих карманов, даже таких, которые бы не влезли.
Сэйю: Рёко Синтани
Юдзуру Инамори (яп. 稲森 弓弦 Инамори Юдзуру) — Юдзуру скромная и дружелюбная девушка, давняя подруга Сати. Лучший стрелок в школьном клубе лучников, членом которого также состоит Мария.
Сэйю: Саори Гото
Рюкэн Исима (яп. 石馬 隆顕 Исима Рю:кэн) — звезда «Небесных королев», высокая и стройная, всегда хорошо выглядит, добра ко всем, по натуре «девчонка-сорванец». У неё большое количество фанатов и собственный фан-клуб. Изначально она должна была стать соседкой Канако по общежитию, но её почти сразу выставила Мария, чтобы иметь возможность следить за Канако. Фанаты Рюкэн всячески вредят Канако, так как не могу стерпеть их дружбы и ревнуют.
Сэйю: Юко Каида
Глава общежития (яп. 寮長先生 Рё:тё:-сэнсэй) — Необычная маленькая девочка с кошачьими ушками, она следит за женским общежитием. По неизвестным причинам её прозвище «Бог» и студенты не смеют не повиноваться ей, так как она может неясно, но тем не менее очень страшно угрожать. У неё есть питомец — не менее странный пёс, Йонакуни, который помогает ей следить за общежитием. У неё необычная манера речи (возможно это идиосинкразия), она говорит довольно вяло и везде, где это грамматически возможно, вставляет фразу «desu yo».
Сэйю: Миюки Савасиро
Аяри Сики (яп. 志木 絢璃 Сики Аяри) — Сики глава студенческого совета. Кузина Марии и Сидзу, тем не менее она соперничает с Марией за популярность в школе. Она называет его «Плоская грудь», а он её «Жирная задница». Скорее всего причина вражды между Марией и Аяри — это инцидент в детстве, когда с Аяри сорвало платье, скорее всего по вине Марии (хотя на самом деле это сделала Сидзу) и она осталась в одном нижнем белье. Из-за этого инцидента её стали называть «Панда-Тянг» по рисунку на её нижнем белье, изображающем игрушечную панду. Она ошибочно винит Марию, и держит на него обиду за это.
Сэйю: Мию Мацуки
Сидзу Сидо (яп. 祇堂 静珠 Сидо: Сидзу) — сестра-близнец Марии. Ходит в мужскую школу, президентом которой так же была их бабушка. У неё похожие с Канако чувства к мужчинам из-за аналогичных происшествий (в частности у Сидзу тоже украли тетрадки и форму). Она нежно зовёт Канако «Кана-тян». Несмотря на то, что она ходит в мужскую школу, у неё та же причёска, что и у Марии, хвост и тому подобное. В отличие от Марии она на самом деле является доброй, невинной девочкой, которую и пытается сыграть Мария, и её очень легко обидеть. Канако, думая, что Сидзу это Мария, упомянула о том, как он до неё дотронулся и Сидзу поняла, что она знает настоящий пол Марии, и, значит, Мария проиграл. Однако из-за того, что Канако узнала его секрет перед тем как перевестись в новую школу результат спора был аннулирован и соответственно Мария был объявлен победителем. Но из «великодушия» Мария решил пересмотреть результат и продолжить игру несмотря на Канако. Сидзу менялась с Марией школами только для того, чтобы он заменил её на уроках физкультуры и медосмотре. Единственный способ различить Сидзу и Марию — это родинка под глазом, у Марии под левым, а у Сидзу под правым.
Сэйю: Ая Хирано
Тоитиро Канаэ (яп. 鼎 藤一郎 Канаэ То:итиро) — Тоитиро Канаэ священник в школе «Небесные королевы». Он учитель современного японского и очень популярен среди студентов так как хорошо выглядит. Он западает на любую красивую девушку которую увидит и «влюблён» сразу в Марию, Мацурику и Аяри. Поведение Канако показалось ему странным и он заинтересовался и ей тоже. Она также единственная, кто завалил экзамены по современному японскому. Мария придумал историю о том, что старший брат Канако, похожий на Тоитиро погиб, и поэтому Тоитиро очень хочет помочь Канако. Он похож на Канако, потому что иногда также начинает свою речь «… пропущено.., Dear mama in heaven…» и также предрасположен к длинным внутренним монологам (которые в основном являются излишним углублением в тривиальные вещи), а иногда фантазиям. Он много думает о том, что человек имел в виду когда сказал что-нибудь. Сходство между ним и Канако проявляется так же в том, что им обоим нравятся красивые девушки. он наполовину француз.
Сэйю: Томокадзу Сугита

## Медиа

### Манга
Манга создана Минари Эндо и выпущена в сэйнэн журнале Monthly Comic Alive 27 июня 2006 года компанией Media Factory. В декабре 2008 года четвёртый том был выпущен в Японии.

### Аудио-пьеса
Аудио-пьеса была выпущена 25 июля 2008 года компанией Frontier Works.

### Аниме
Аниме-адаптация режиссёра Акиюки Симбо, созданная компанией «Shaft», была показана в японском телеканале Chiba TV в январе-марте 2009 года. Предварительная телетрансляция первого эпизода прошла утром 30 декабря 2008 года по платному спутниковому каналу AT-X. Кроме того, 26 декабря 2008 года первая серия была выложена для онлайн-просмотра японским сайтом Animate.tv.
| №  | Заглавие | Трансляция       |
| -- | --- | ---------------- |
| 1  | A Flirtatious Kiss «Tawamure no Seppun» (戯れの接吻) | 4 января, 2009   |
| 2  | A Sweet Tinge «Kanbi na Uzuki» (甘美な疼き) | 11 января, 2009  |
| 3  | Masochistic Young Buds «Higyaku no Wakame» (被虐の若芽) | 18 января, 2009  |
| 4  | The Cost of Pleasure «Etsuraku no Daishō» (悦楽の代償) | 25 января, 2009  |
| 5  | Forbidden Smell «Kindan no Nioi» (禁断の匂い) | 1 февраля, 2009  |
| 5  | A Young Girl's Secret «Otome no Himitsu» (乙女の秘蜜) | 1 февраля, 2009  |
| 6  | Infirmary of Perversion «Tōsaku no Hokenshitsu» (倒錯の保健室)                                                                                                  | 8 февраля, 2009  |
| 7  | The Suspicious Black Underwear «Giwaku no Kuro Shitagi» (疑惑の黒下着)                                                                                          | 15 февраля, 2009 |
| 8  | The Tainted Holy Mother Part 1 «Kegareta Seibo Zenpen» (穢された聖母·前編)                                                                                      | 22 февраля, 2009 |
| 9  | The Tainted Holy Mother Part 2 «Kegareta Seibo Kōhen» (穢された聖母·後編)                                                                                       | 1 марта, 2009    |
| 9  | At the Ends of Delusion «Mōsō no Hate ni» (妄想の果てに) | 1 марта, 2009    |
| 10 | The Shortcomings of Small Breasts «Binyū no Ayamachi» (微乳の過ち)                                                                                              | 8 марта, 2009    |
| 10 | Berlin's Love Letter «Berurin no Koibumi» (伯林の恋文) | 8 марта, 2009    |
| 11 | Offerings to God «Kami e no Kumotsu» (神への供物) | 15 марта, 2009   |
| 12 | A Swimming Meet Full of Pretty Girls, and There will be Nip-slips too «Bishōjo Darake no Suiei Daikai Porori mo Aru yo» (美少女だらけの水泳大会 ポロリもあるよ) | 22 марта, 2009   |